# Desafío Focus
El Desafío Focus fue una categoría argentina de automovilismo de velocidad creada en el año 2006 en conjunto entre la Asociación Corredores de Turismo Carretera y Ford Argentina S.A. Se trataba de una categoría monomarca promocional, creada por el mencionado organismo y dicha firma norteamericana de automóviles, para la creación y promoción de pilotos a nivel nacional. Esta categoría contaba con un parque automotor conformado exclusivamente por unidades modelo Ford Focus I, equipadas con motores Duratec by Berta, creados por el preparador argentino Oreste Berta, sobre la base de motores Duratec 2.2 litros originarios de dicho modelo, por lo que estos coches contaban con la atención de este reconocido preparador. Esta categoría también oficiaba de telonera de las categorías Turismo Carretera y TC Pista, por lo que compartía escenario con estas dos importantes divisiones de la ACTC, lo que implicaba también que el calendario de esta categoría sea el mismo que el del TC, recorriendo los mismos escenarios que la máxima categoría de automovilismo argentino.
Esta categoría compitió desde el año 2006 al 2008 y durante toda su trayectoria dispuso un triple sistema de campeonatos, poniendo en juego los torneos Apertura, Clausura y el Campeonato General. Por sus filas pasaron pilotos que al día de hoy son reconocidos a nivel nacional, como ser Juan Martín Trucco, Nazareno López, Emiliano López, Germán Giles, Pedro Gentile, Daniel Grobocopatel, Diego Mungi, Hannah Abdallah, Adrián y Aldo "Zamir" Hamze, Juan Martín Bruno y Juan José Ebarlín, entre otros. La importancia de esta categoría a la hora de crear pilotos era similar a la que tuvieran categorías antecesoras o paralelas como la Monomarca Kia Avella o la Copa Mégane. Se dejó de correr en el año 2008, luego de anunciarse la contratación de Oreste Berta para la provisión exclusiva de motores para la categoría TC 2000.

## Campeones
| Año  | Campeonato      | Piloto              | Automóvil    |
| ---- | --------------- | ------------------- | ------------ |
| 2006 | Torneo Apertura | Juan Martín Trucco  | Ford Focus I |
| 2006 | Torneo Clausura | Daniel Grobocopatel | Ford Focus I |
| 2006 | Torneo Nacional | Gastón Vázquez      | Ford Focus I |
| 2007 | Torneo Apertura | Jonatan Aguilera    | Ford Focus I |
| 2007 | Torneo Clausura | Jonatan Aguilera    | Ford Focus I |
| 2007 | Torneo Nacional | Jonatan Aguilera    | Ford Focus I |
| 2008 | Torneo Apertura | Javier Russo        | Ford Focus I |
| 2008 | Torneo Clausura | Juan Martín Bruno   | Ford Focus I |
| 2008 | Torneo Nacional | Javier Russo        | Ford Focus I |